# أنيل يوكسيل
أنيل يوكسيل (بالهولندية: Anıl Yüksel)‏ مواليد 19 مايو 1990 في فينلو، هو لاعب كرة مضرب تركي يلعب باليد اليسرى ويحتل حالياً المرتبة رقم. 499 (19 سبتمبر 2016) في تصنيف رابطة محترفي كرة المضرب. أعلى تصنيف له في الفردي كان المركز الـ 499 في سنة 2016. أعلى تصنيف له في الزوجي كان المركز الـ 528 في سنة 2016.

## روابط خارجية
- أنيل يوكسيل على موقع رابطة محترفي التنس (الإنجليزية)
- أنيل يوكسيل على موقع الاتحاد الدولي لكرة المضرب (الإنجليزية)
- أنيل يوكسيل على موقع كأس ديفيز (الإنجليزية)
- أنيل يوكسيل على موقع خلاصة التنس.كوم (الإنجليزية)